# استیووارتزتاون (شهرستان تایرون)
استیووارتزتاون (به انگلیسی: Stewartstown) یک روستا در بریتانیا است. استیووارتزتاون ۶۰۸ نفر جمعیت دارد.